# Shirley Fry
Ne pas confondre avec Joan Fry Lakeman, également joueuse de tennis.
Pour les articles homonymes, voir Fry.
Shirley June Fry épouse Irvin (née le 30 juin 1927 à Akron, Ohio et morte le 13 juillet 2021 à Naples, Floride) est une joueuse de tennis américaine dont la carrière s'étend des années 1940 jusqu'à 1957.
Fry a remporté dix-sept titres du Grand Chelem, dont quatre en simple, douze en double dames, et un en double mixte. 
Désignée numéro un mondiale en simple en 1956 et auteure d'un Grand Chelem en carrière en 1957, elle aura auparavant réalisé le Petit Chelem en double dames trois années successives, de 1951 à 1953, associée à sa compatriote Doris Hart, avec laquelle elle réalise l'exploit de remporter quatre Roland-Garros consécutifs (de 1950 à 1953), trois Wimbledon consécutifs (de 1951 à 1953), ainsi que quatre US Open successifs (de 1951 à 1954).
Elle est l'une des cinq joueuses, avec Doris Hart, Margaret Smith Court, Martina Navrátilová et Serena Williams, à avoir remporté les quatre tournois du Grand Chelem à la fois en simple et en double dames. Elle détient un ratio positif de dix-sept titres majeurs pour trente finales disputées.
Shirley Fry est membre du International Tennis Hall of Fame depuis 1970.

## Parcours en Grand Chelem (partiel)
Si l’expression « Grand Chelem » désigne classiquement les quatre tournois les plus importants de l’histoire du tennis, elle n'est utilisée pour la première fois qu'en 1933, et n'acquiert la plénitude de son sens que peu à peu à partir des années 1950.